# 阿韋利諾省
阿韋利諾省（義大利語：Provincia di Avellino）是意大利坎帕尼亞大區的一個省。面積2,792平方公里，2016年人口423,932人。首府阿韋利諾。
下分119市鎮。

## 姐妹城市
- 中国 黑龙江省佳木斯市[1]（2011年6月27日）